# Município de Plymouth (condado de Richland, Ohio)
O município de Plymouth (em inglês: Plymouth Township) é um município localizado no condado de Richland no estado estadounidense de Ohio. No ano de 2010 tinha uma população de 2.083 habitantes e uma densidade populacional de 31,1 pessoas por km².

## Geografia
O município de Plymouth encontra-se localizado nas coordenadas 40° 56′ 53″ N, 82° 41′ 39″ O. Segundo a Departamento do Censo dos Estados Unidos, o município tem uma superfície total de 66.97 km², da qual 66,5 km² correspondem a terra firme e (0,7 %) 0,47 km² é água.

## Demografia
Segundo o censo de 2010, tinha 2.083 habitantes residindo no município de Plymouth. A densidade populacional era de 31,1 hab./km². Dos 2.083 habitantes, o município de Plymouth estava composto pelo 98,7 % brancos, o 0,24 % eram afroamericanos, o 0,14 % eram amerindios, o 0,14 % eram asiáticos, o 0,34 % eram de outras raças e o 0,43 % eram de uma mistura de raças. Do total da população o 2,45 % eram hispanos ou latinos de qualquer raça.